# BMP10
BMP10 (англ. Bone morphogenetic protein 10) – білок, який кодується однойменним геном, розташованим у людей на короткому плечі 2-ї хромосоми. Довжина поліпептидного ланцюга білка становить 424 амінокислот, а молекулярна маса — 48 047.
| 10         |  | 20         |  | 30         |  | 40         |  | 50         |
| ---------- |  | ---------- |  | ---------- |  | ---------- |  | ---------- |
| MGSLVLTLCA |  | LFCLAAYLVS |  | GSPIMNLEQS |  | PLEEDMSLFG |  | DVFSEQDGVD |
| FNTLLQSMKD |  | EFLKTLNLSD |  | IPTQDSAKVD |  | PPEYMLELYN |  | KFATDRTSMP |
| SANIIRSFKN |  | EDLFSQPVSF |  | NGLRKYPLLF |  | NVSIPHHEEV |  | IMAELRLYTL |
| VQRDRMIYDG |  | VDRKITIFEV |  | LESKGDNEGE |  | RNMLVLVSGE |  | IYGTNSEWET |
| FDVTDAIRRW |  | QKSGSSTHQL |  | EVHIESKHDE |  | AEDASSGRLE |  | IDTSAQNKHN |
| PLLIVFSDDQ |  | SSDKERKEEL |  | NEMISHEQLP |  | ELDNLGLDSF |  | SSGPGEEALL |
| QMRSNIIYDS |  | TARIRRNAKG |  | NYCKRTPLYI |  | DFKEIGWDSW |  | IIAPPGYEAY |
| ECRGVCNYPL |  | AEHLTPTKHA |  | IIQALVHLKN |  | SQKASKACCV |  | PTKLEPISIL |
| YLDKGVVTYK |  | FKYEGMAVSE |  | CGCR       |  |            |  |            |

A: Аланін

C: Цистеїн

D: Аспарагінова кислота

E: Глутамінова кислота

F: Фенілаланін

G: Гліцин

H: Гістидин

I: Ізолейцин

K: Лізин

L: Лейцин

M: Метіонін

N: Аспарагін

P: Пролін

Q: Глутамін

R: Аргінін

S: Серин

T: Треонін

V: Валін

W: Триптофан

Кодований геном білок за функціями належить до цитокінів, факторів росту, білків розвитку. 
Задіяний у таких біологічних процесах як клітинна адгезія, поліморфізм. 
Секретований назовні.